# جان کیمش
جان کیمش (به انگلیسی: Jon Kimche) روزنامه نگار و تاریخ دان یهودی سوئیسی و سردبیر مجله تریبون بود.